# Sonja Martin
Sonja Martin, geboren als Sonja Martinkowitsch (* 26. Oktober 1962 in Mödling, Österreich; † 3. August 2019 in Wien, Österreich) war eine österreichische Schauspielerin der 1980er-Jahre.

## Leben
Sonja Martinkovitch bestand mit 18 Jahren ihre Matura (Abitur) und begann anschließend ein Medizinstudium. Zum Jahresbeginn 1982 vermittelte ihr der Zürcher Fotograf Hannes Schmid eine Fotosession bei dem Penthouse-Magazin. Sie wurde für das Titelblatt ausgewählt und war auch als Centerfold-Girl zu sehen. Für die Ausgabe Januar 1984 des Playboy wurde sie gleichfalls fotografiert.
Seit ihrer ersten Nacktfotostrecke 1982 erhielt Martinkovitch Rollenangebote sowohl aus der Werbung als auch vom Film, wo man ihr den leichter aussprechbaren Namen „Sonja Martin“ gab. Ihren Einstieg vor der Kinokamera hatte sie als Rina in der vierten Ausgabe der Eis-am-Stiel-Reihe. Sie zog sich gegen Ende der 1980er-Jahre wieder aus der Filmbranche zurück.

## Filmografie
- 1982: Eis am Stiel 4 – Hasenjagd (Sapihes)
- 1983: Die unglaublichen Abenteuer des Guru Jakob
- 1984: Emmanuelle 4
- 1985: Red Heat – Unschuld hinter Gittern (Red Heat)
- 1986: Melody of Passion (La chica que cayó del cielo)
- 1987: Eis am Stiel 7 – Verliebte Jungs (Ahava Tzeira)
- 1987: Plaza Reál
- 1988: Eis am Stiel 8 – Summertime Blues (Lemon Popsicle VIII)